# Joab (Israel)
Joab és un consell regional del districte del Sud d'Israel.
El municipi de Joab agrupa els següents nuclis de població:
- Quibuts: Bet Guvrin (בית גוברין), Bet Nir (בית ניר), Gal'on (גלאון), Kefar Menahem (כפר מנחם), Kibbutz Gat (קיבוץ גת), Negba (נגבה), Revadim (רבדים), Sede Yo'av (שדה יואב).
- Moixavim: Kefar Harif (כפר הרייף), Nahala (נחלה), Qedma (קדמה), Segulla (סגולה),
- Altres assentaments comunitaris: Wardon (ורדון).
- Poblats àrabs: Al-Azy (אל -עזי).